# Канашевка
Канашевка — река в России, протекает по Торопецкому району Тверской области. Длина реки составляет 23 км. Площадь водосборного бассейна — 97,1 км².
Берёт начало из озера Подбор. Течёт сначала на запад, затем на север до деревни Волок, затем на северо-запад. Устье реки находится между деревнями Сельково и Монастырево Волокского сельского поселения в 28 км по левому берегу реки Серёжа.
За Ермишенками в Канашевку слева впадает Строганец. Между деревнями Сенецкое и Дуброво в Канашевку слева впадает приток Гараженка.
У истоков реки стоят деревни Савино и Ермишенки Плоскошского сельского поселения. Ближе к устью река течёт по территории Волокского сельского поселения. На берегу стоят деревни Дуброво, Волок (центр поселения), Никулино и Старое.

## Данные водного реестра
По данным государственного водного реестра России относится к Балтийскому бассейновому округу, водохозяйственный участок реки — Ловать и Пола, речной подбассейн реки — Волхов. Относится к речному бассейну реки Нева (включая бассейны рек Онежского и Ладожского озера).
Код объекта в государственном водном реестре — 01040200312102000023469.